# World Top Four maschile 1994
La IV World Top Four di pallavolo maschile si è svolta nel 1994 a Osaka, in Giappone. Al torneo hanno partecipato 4 squadre nazionali e la vittoria è andata per la prima volta all'Italia.
All'edizione del 1994 del World Top Four maschile sono state invitate le tre squadre giunte sul podio al mondiale del 1994 più il Giappone paese ospitante.

## Squadre partecipanti
- Giappone
- Italia
- Paesi Bassi
- Stati Uniti

## Fase Finale
|  | Semifinali  | Semifinali  | Semifinali  |             |        | Finale      | Finale      | Finale   |  |
|  |             |             |             |             |        |             |             |          |  |
|  | Paesi Bassi | Paesi Bassi | 3           |             |        |             |             |          |  |
|  | Paesi Bassi | Paesi Bassi | 3           |             |        |             |             |          |  |
|  | Giappone    | Giappone    | 0           |             |        |             |             |          |  |
|  | Giappone    | Giappone    | 0           |             | Italia | Italia      | 3           |          |  |
|  |             |             |             |             | Italia | Italia      | 3           |          |  |
|  |             |             | Paesi Bassi | Paesi Bassi | 1      |             |             |          |  |
|  | Italia      | Italia      | Paesi Bassi | Paesi Bassi | 1      | 3           |             |          |  |
|  | Italia      | Italia      |             |             |        | 3           |             |          |  |
|  | Stati Uniti | Stati Uniti | 1           |             |        | 3º posto    | 3º posto    | 3º posto |  |
|  | Stati Uniti | Stati Uniti | 1           |             |        |             |             |          |  |
|  |             |             |             |             |        |             |             |          |  |
|  |             |             |             |             |        | Giappone    | Giappone    | 3        |  |
|  |             |             |             |             |        | Giappone    | Giappone    | 3        |  |
|  |             |             |             |             |        | Stati Uniti | Stati Uniti | 0        |  |

## Classifica finale
| Classifica | Squadre     |
| ---------- | ----------- |
|            | Italia      |
|            | Paesi Bassi |
|            | Giappone    |
| 4          | Stati Uniti |